# 黄骅港
黄骅港亦称沧州港、神华集团黄骅港，位于中華人民共和國河北省沧州市东部的渤海海滨，地处河北省、山东省交界处，港口主体是神华集团的煤炭专用港口，2010年8月，综合港区开航。黄骅港有朔黄铁路和邯黄铁路直通港口，是承担西煤东送任务的港口之一。

## 历史
1997年10月9日，国务院批准黄骅港一期工程神华集团煤码头开工。1997年11月25日，时任国务院总理李鹏到黄骅港宣布黄骅港暨朔黄铁路全面开工建设，于2001年12月通航。2005年12月26日，河北省交通厅港航管理局下发的《关于将“黄骅港”更名为“沧州港”的公告》决定：自2006年3月1日起，“黄骅港”将更名为“沧州港”。但是，在政府部门未作说明的情况下，港口又低调恢复了黄骅港的称谓，此后政府工作报告、港口总体规划等官方文件和各种场合中港口名称仍为黄骅港。
2008年12月31日，交通运输部、河北省政府批复《黄骅港总体规划》中明确，黄骅港将设四大港区，即煤炭港区、综合港区、散货港区和河口港区。2012年12月29日，黄骅港集装箱码头竣工。截至2012年12月底，黄骅港共有生产性泊位26个，最大靠泊能力10万吨。2014年2月，黄骅港首次承担汽车品类货物中转运输，将12辆越野车出口至朝鲜民主主义人民共和国。

## 吞吐量统计数据
| 年份 | 货物吞吐量 (万吨) | 增长率 | 集装箱吞吐量 (万标准箱) | 增长率 | 备注  |
| ---- | ----------------- | ------ | ----------------------- | ------ | ----- |
| 2010 | ？                | 5.4%▲  | -                       | -      |       |
| 2011 | 11145             | 9.51%▲ | -                       | -      | [ 8 ] |
| 2012 | 12500             | 11.5%▲ | 10.2                    | -      | [ 9 ] |
| 2013 | 17100             | 0.6%▲  | -                       | 无     | [ 2 ] |